# Federscheibe

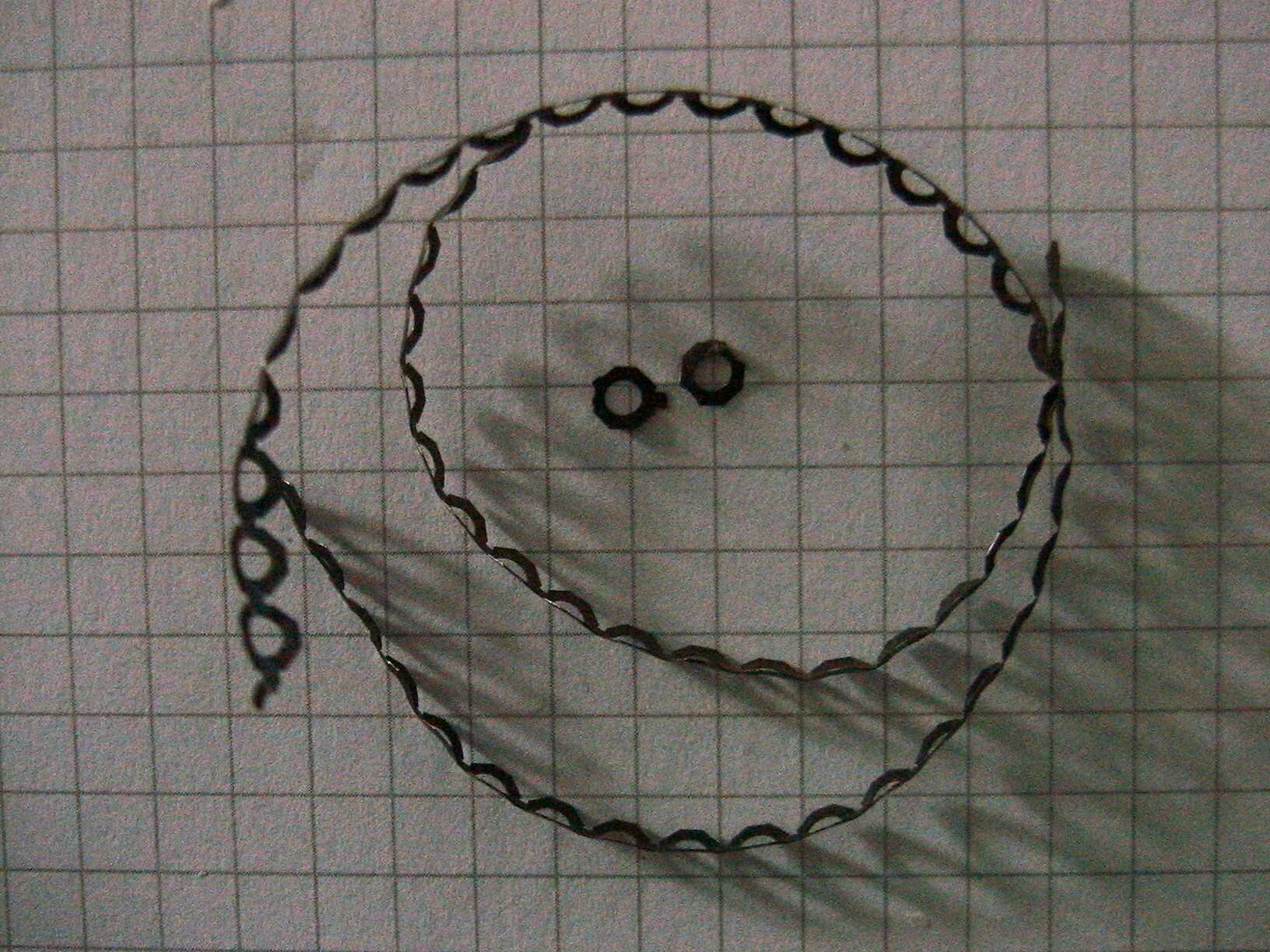
Mehrere Federscheiben als Ring

Eine Federscheibe ist eine aus Federstahl gefertigte Unterlegscheibe. Ihre federnde Wirkung erzeugt sie, indem sie kegelförmig oder zweiseitig verbogen ist. Sie wurde früher bei Schraubverbindungen zwischen Schraubenkopf und Werkstück als Schraubensicherung verwendet. Sie bietet aber keinen ausreichenden Schutz gegen Setzerscheinungen einer Schraubverbindung und ist als Schraubensicherung nicht geeignet. Die entsprechenden Normen (DIN 137 und DIN 6904) wurden zurückgezogen.

## Einzelnachweis
1. ↑  Konstruktionsatlas: Federscheibe: Normen zurückgezogen